# Włodzimierz Bączkowski
Włodzimierz Bączkowski (ur. 13 marca?/26 marca 1905 na Syberii, zm. 19 sierpnia 2000 w Waszyngtonie) – polski pisarz polityczny, sowietolog, publicysta, działacz ruchu prometejskiego.

## Życiorys
Urodził się na Syberii w okolicach jeziora Bajkał, po wybuchu rewolucji październikowej razem z rodziną przedostał się do Mandżurii i zamieszkał w Harbinie i ukończył tam gimnazjum. W 1925 udało im się wyjechać do Polski, Włodzimierz Bączkowski rozpoczął wówczas studia na Wydziale Prawa Uniwersytetu Warszawskiego, równocześnie studiował filologię angielską i sinologię. Podczas studiów nawiązał współpracę z Instytutem Wschodnim, w 1928 założył Orientalistyczne Koło Młodych. Od 1930 był pracownikiem Instytutu Wschodniego, został redaktorem kwartalnika „Wschód-Orient”, a w 1932 powołano go na redaktora Biuletynu Polsko-Ukraińskiego, od stycznia 1939 zastąpionego przez miesięcznik „Problemy Europy Wschodniej”. W sierpniu 1939 został zmobilizowany do II Oddziału Sztabu Naczelnego Wodza, po kampanii wrześniowej przedostał się do Rumunii i przebywał tam do 1941, w tym okresie redagował czasopismo „Sprawy Sowieckie”. Następnie przez Turcję dostał się do Mandatu Palestyny i przebywając w Hajfie pracował w ekspozyturze II Oddziału Sztabu Naczelnego Wodza, a następnie w Centrum Informacji na Bliskim Wschodzie i w Akcji Kontynentalnej. Po wojnie Bączkowski znalazł się w gronie inicjatorów powołania Instytutu Bliskiego i Środkowego Wschodu „Reduta” w Jerozolimie, gdzie współpracował z Stanisławem Swianiewiczem. Równocześnie pełnił funkcję honorowego attaché kulturalnego w polskim poselstwie w Bejrucie, w 1955 wyjechał do Stanów Zjednoczonych, gdzie pracował w Bibliotece Kongresu w Waszyngtonie.
W 1994 został odznaczony Krzyżem Komandorskim z Gwiazdą Orderu Odrodzenia Polski za udział w walkach o niepodległość Rzeczypospolitej Polskiej, za zasługi w działalności w organizacjach kombatanckich oraz osiągnięcia w pracy publicystycznej.